# Wizards & Warriors III: Kuros: Visions of Power
Wizards & Warriors III: Kuros: Visions of Power är ett NES-spel utvecklat av Zippo Games åt Rare; och utgivet av Acclaim i Nordamerika och i Europa den 21 januari 1993.

## Handling
Kuros har besegrat Malkil, men träffas av Malkils magi. Kuros mistar sin rustning, samt tappar minnet. Malkil ger sig av mot staden Piedup och avsätter kung James. Samtidigt anländer Kuros, efter en lång tid i vildmarken, till Piedup. Kuros måste bygga upp sin styrka och skaffa sig vapen för att kunna stoppa Malkil.

### Fotnoter
1. 1 2  ”Wizards & Warriors III: Kuros: Visions of Power”. NES DB. 29 mars 1991. Arkiverad från originalet den 11 mars 2015. https://web.archive.org/web/20150311182623/http://www.nesdb.se/game_more.php?id=1588&rid=1. Läst 23 april 2014.